# اندیس مالواجرد
مالواجرد یک اندیس مصالح ساختمانی است که در حوالی شهر ورزنه استان اصفهان قرار دارد و مادهٔ معدنی موجود در آن، سنگ تزئینی است.  